# 木島隆一
木島隆一（日语：／ Kijima Ryūichi，1985年3月29日—）是日本的男性聲優。出身於北海道、江陵高等學校畢業。隸屬於Mausu Promotion。

## 人物
2005年從專門學校札幌設計學院動畫、漫畫學科聲優專攻課程畢業。2010年加入Mausu Promotion。

## 演出作品
※粗體字為主要角色。
饒舌企劃
2017年
●催眠麥克風－Division Rap Battle-Hypnosismic（伊弉冉 一二三）  （页面存档备份，存于）

### 電視動畫
2010年
- 野狼大神與七位夥伴（不良B、學生B、學生C）
- K-ON!!（夜店店主）
- 嬌蠻貓娘大橫行（四摩子的部下、運動短褲派學生）
- 青之驅魔師（奧村雪男）

2011年
- 機械戰士REX
- SKET DANCE（攝影師）
- 迷糊軟網社（赤玉中應援團）
- 火影忍者疾風傳（通信設施·攝影師、中忍、河童的手下、研究員、木葉中忍、村人、影、砂隠忍者、巖流的部下）
- 純白交響曲（男學生）

2012年
- 偶像學園（客）
- 向銀河開球（選手）
- SKET DANCE（男子學生）
- 戰國Collection（警官）
- 火影忍者疾風傳（木葉忍者、雲隱住人、雲隱忍者、暗號部、木葉村住民、臓、火門、忍、忍連合的忍、軒猿眾、緩）
- Fate/Zero 第2期（死徒）
- 最強學生會長（金）
- 戰鬥陀螺 鋼鐵奇兵 ZERO G（陀螺戰士A、觀眾C、陀螺戰士F、惡矢隨行B）

2013年
- JoJo的奇妙冒險（吸血鬼H）
- Vividred Operation（駕駛員、駕駛員B、社員A、教師、軍人、管制官）
- 野獸傳奇（アルジャイロ）
- 火影忍者疾風傳（醫療忍者、封印班、穢土轉生的忍者、忍、福（少年時代）、尤卡伊、瞬、油女一族男子、宇智波巴爾）
- 寶石寵物 Kira☆Deco！（帥哥B）
- 宇宙戰艦大和號2199（北野哲也、來島秀明、田熊猛、魯坦·貝斯塔、霧島航宙士B、霧島通信聲、司令本部前廣場的乘務員、管制塔操作員、電視主播、修巴利耶爾觀測士、修巴利耶爾兵士、巴蘭星基地通信士、波動砲整備士、多梅拉茲III世航宙士、保安部員、加密拉斯兵士、蘭比雅通信士、多梅拉茲III世通信士、多梅拉茲III世兵士、加密洛德兵、第二巴雷拉斯管制員、蓋爾加梅修通信士、德烏斯拉II世兵士、乘組員A）[4][5]※2012年劇場先行公開
- 斯特拉女子學院高等科C3部（客人B）
- 靈裝戰士（隊員A）
- KILL la KILL（學生B）
- 武士弗拉明戈（男性D）
- 偶像學園（記者、工作人員B）

2014年
- KILL la KILL（風紀委員A）
- 農林（陸奧老師）
- Happiness Charge 光之美少女！（中野老師、大輔、漫畫家）
- 火影忍者疾風傳（乙、霧隱忍者、木葉忍者村的人們、木葉暗部、卡卡西的學徒）
- 魔神之骨（主播）
- JoJo的奇妙冒險 星塵鬥士（從業員、殭屍B、SPW財團的男子）
- Lady 寶石寵物（王子阿爾特）
- 金田一少年之事件簿R（客）
- Baby Steps ~網球優等生~（鈴木）
- 龍收藏（街上的人A）
- 目隱都市的演繹者（白服C）
- 少年好萊塢 -HOLLY STAGE FOR 49-（齊藤）
- ALDNOAH.ZERO（駕駛員、俄羅斯基地兵士）
- 偽姬物語（寫真社員A、攝影者D、搭訕男B）
- 花舞少女（活動參加者）
- 東京殘響（廣播〈男〉））
- 東京ESP（SP）
- 尋找失去的未來（教師）
- Fate/stay night [Unlimited Blade Works]（學生）
- TRINITY SEVEN 魔道書7使者（教師、男學生）
- 四月是你的謊言（男學生、主審）

2015年
- JoJo的奇妙冒險 星塵鬥士（男B、SPW財團工作人員）
- 無頭騎士異聞錄 DuRaRaRa!!×2 承（葦切）
- ALDNOAH.ZERO（澤布林）
- 純潔的瑪利亞（騎士A）
- 四月是你的謊言（動物醫院的醫師）
- 食戟之靈（男學生A、客人、筋肉男E、中華料理講師、男子學生A、過路人C、宮里隆夫、男學生）
- 決鬥大師VSR（ガチャンコガチロボ、男學生）
- 亞爾斯蘭戰記（士兵、帕爾斯國民、魯哈姆）
- 攻殻機動隊ARISE ALTERNATIVE ARCHITECTURE（狙擊手A、兵士B）
- 鑽石王牌 –SECOND SEASON–（剛田、有賀來人、春日、仙泉選手、觀眾、高見晃人、三村諒太）
- 俺物語！！（尾安化高中顧問）
- 灰色的樂園（敵2）
- 哆啦A夢（鄰之亭主）
- 銀魂°（隊士B）
- 無頭騎士異聞錄 DuRaRaRa!!×2 轉（葦切）
- 噬神者（空木蓮華[6]）
- 火影忍者疾風傳（浩二、探查班、砂隱忍者、雲隱村忍者、神父、負傷者）
- 黑客人偶（監督、男性新聞主播、哲也（兄）、黑羽毛、黑服）
- 落第騎士英雄譚（男）
- 受讚頌者 虛偽的假面（濡鵙的手下）
- 機動戰士GUNDAM 鐵血的孤兒（奧歷士·史登查）
- 高校星歌劇（記者）
- 全部成為F THE PERFECT INSIDER（淵田）

2016年
- Active Raid－機動強襲室第八課－（機動隊A、秘書、犯人C）
- 紅殼的潘朵拉（消防隊員C）
- 舞武器·舞亂伎（舞武器警官、廣播、警報廣播、路易斯·加西亞）
- 無頭騎士異聞錄 DuRaRaRa!!×2 結（葦切）
- Dimension W －第四次元－（榊四十郎、神木四郎）
- 偶像學園（乘務員）
- 機動戰士GUNDAM 鐵血的孤兒（歌歷士·史登查）
- 噬神者 隕石篇（空木蓮華）
- 鑽石王牌 –SECOND SEASON–（小林圭祐）
- 決鬥大師VSR（時之革命、燃燒革命）
- 決鬥大師VSRF（蘭奇、時之革命）
- Re:從零開始的異世界生活（青年團團長、地龍、討伐隊）
- 鬼牌遊戲（警察官）
- 境界之輪迴 第2期（網球社員的幽靈）
- 火影忍者疾風傳（根、侍、朱雀、泰藏〈青年期〉、競技場主持）
- 食戟之靈 貳之皿（男學生A、男性客C、來賓B、工作人員2）
- DAYS（如月太狼、觀眾）
- 亞爾斯蘭戰記 風塵亂舞（暗灰色衣服的尊師）
- 男子啦啦隊！！（鍋島卓哉[7]）
- 時間旅行少女～真理、和花與8名科學家～（水城旬[8]）
- 齊木楠雄的災難（學生C、畠山老師、隊員、老爺爺幽靈、男學生A、橫田邪我、男學生C、店員、齊藤邦夫、約翰·小松、傑米、怪人L·薑汁、SP1、MC）
- 舞武器·舞亂伎 星之巨人（路易斯·加西亞[9]）
- WWW.WORKING!!（醫生）
- Classicaloid（宅配業者）
- 3月的獅子（棋士）
- 超自然9人組（石川、高校生）
- 啟航吧！編舟計畫（代理店）

2017年
- 幼女戰記（哈羅德）
- 風夏（小雪的父親）
- 亞人醬有話要說（教師、體育教師）
- 人渣的本願（森山武、中學生男子A）
- BORUTO-火影新世代-NARUTO NEXT GENERATIONS-（巳月）
- 快盜天使BREAK（男性1）
- 有頂天家族2（岡崎的頭領、狸B、路人A）
- 咕嚕咕嚕魔法陣（長袍男、努西塔）
- KAITO×ANSA（太郎、山岳兔）
- Infini-T Force（男〈通信〉）

2018年
- 刀劍神域外傳Gun Gale Online（彼得）
- 高分少女（加藤）
- 關於我轉生變成史萊姆這檔事（基多）
- 刀劍神域 Alicization（溫貝爾·吉傑克）
- 傀儡馬戲團（中田）

2019年
- revisions（警察官1）
- JoJo的奇妙冒險 黃金之風（司機）
- 南無阿彌陀佛!-蓮台 UTENA-（文殊菩薩）
- 多羅羅（不知火）
- 為了女兒，我說不定連魔王都能幹掉。（博斯科）
- 平凡職業造就世界最強（坂上龍太郎）
- 科學一方通行（DA兵、隊員）
- 觸地騎士（香常桐夜）
- 這個勇者明明超TUEEE卻過度謹慎（主持神）
- 高分少女II（加藤）

2020年
- 達爾文遊戲（桂圭一）
- Re：從零開始的異世界生活 2nd season（青年團團長）
- 『催眠麥克風 -Division Rap Battle-』Rhyme Anima（伊弉冉一二三）
- 炎炎消防隊 貳之章（刑事）

2021年
- BACK ARROW（黃智生）
- 關於我轉生變成史萊姆這檔事 第2期（基多）
- 關於我轉生變成史萊姆這檔事 轉生史萊姆日記（基多）
- SD鋼彈世界 群英集（凱撒傳說鋼彈）
- 暗黑企業的迷宮（社畜2）

2022年
- 里亞德錄大地（肯尼斯、Xs）
- 天才王子的赤字國家重生術（迪米崔歐）
- 平凡職業造就世界最強 2nd season（坂上龍太郎）

2023年
- 英雄傳說 閃之軌跡 北方戰役（塔克·詹斯基[10]）
- 魔王學院的不適任者～史上最強的魔王始祖，轉生就讀子孫們的學校～II（尼基特）
- 為了養老，我要在異世界存8萬枚金幣（斯溫）
- 福星小子（男友）
- 在異世界獲得超強能力的我，在現實世界照樣無敵～等級提升改變人生命運～（雷根）
- 『催眠麥克風 -Division Rap Battle-』Rhyme Anima +（伊弉冉一二三[11]）
- 靠著魔法藥水在異世界活下去！（斐南[12]）

2024年
- 外科醫生愛麗絲（阿爾伯特）
- 香格里拉·開拓異境～糞作獵手挑戰神作～（歌瘴骨魔）
- 失憶投捕（高須）
- 關於我轉生變成史萊姆這檔事 第3期（基多）
- 刀劍神域外傳Gun Gale Online II（彼得）
- 平凡職業造就世界最強 season 3（坂上龍太郎[13]）

2025年
- 雖然我是注定沒落的貴族 閒來無事只好來深究魔法（亞爾普列彼托[14]）

### OVA
2011年
- HELLSING（SS）

2014年
- 今際之國的闖關者 ※單行本第13卷附DVD限定版
- 夢幻足球手Stella（澤村雪之丞）※單行本第8、9卷附DVD限定版

2016年
- 機動戰士GUNDAM THE ORIGIN（學生）
- 高校星歌劇 第1期 OVA1（學生們）
- Under the Dog（七瀨治）

2017年
- 食戟之靈 貳之皿「秋月的邂逅」（三代目）

### 動畫電影
2011年
- 火影忍者劇場版 血獄（鬼燈城的看守）

2012年
- 強襲魔女 劇場版

2013年
- 劇場版 魔法少女小圓〔新編〕叛逆的物語（男學生）

2014年
- 宇宙戰艦大和號2199 遊星方舟（北野哲也[15]）
- 電影 Happiness Charge 光之美少女！ 人偶之國的芭蕾舞女（人偶）

2015年
- 攻殻機動隊 新劇場版（部下A）
- 好想大聲說出心底的話。（清水[16]）
- 火影忍者劇場版：慕留人（巳月[17]）

2016年
- 記憶沉睡的孩子奔向天空的搖籃（篠田ユキオ）

2025年
- 電影版『催眠麥克風 -Division Rap Battle-』（伊弉冉一二三[18]）
- 後朝之花雪（時正[19]）

### 網路動畫
2016年
- 哨聲響起 重配版（真田一馬）[20]

### 遊戲
2010年
- 劍與魔法與學園。2G（馬庫斯塔、多利、撒旦）
- 劍與魔法與學園。3（吉克穆恩特、緋爾帕·男）

2011年
- 侍道4

2012年
- 幻想水滸傳 交織的百年之時（賽烏·金、迪羅姆·蘭澤斯）
- 聖火降魔錄 覺醒（阿茲爾）

2013年
- 決勝時刻：魅影[21]
- 真·女神轉生IV
- 新楓之谷（傑諾 男[22]）

2014年
- 新‧世界樹的迷宮2：法夫納的騎士（海·拉卡德的衛士[23]）
- 流星☆Halation（五月昴[24]）
- LEFT 4 DEAD -生存者們-（工藤祐介[25]）

2015年
- Out Division -刑徒隷僕區-（刃渡里力[26]）
- 憂世之志士（坂本龍馬／男主角A[27]）
- 憂世之浪士（沖田芳次郎／男主角A[28]）
- 聖火降魔錄if（拉茲瓦爾特[29]）
- 噬神者解放重生（玩家聲音）[30]

2016年
- 祭物與雪中的剎那（恩德[31]）
- GUNDAM場模最前線（一般兵）
- 南無阿彌陀佛！（文殊菩薩[32]）
- 雷姆利亞 〜Strada Of Chain〜（阿茲爾費爾德[33]）

2019年
- Fire Emblem Heroes（諾爾、拉茲沃德）

2022年
- 刀劍亂舞
- 新楓之谷（拳霸（男））

2025年
- 伊瑟（博爾涅）

## 外部連結
- 事務所公開簡歷 （页面存档备份，存于）（日語）
- 個人BLOG （页面存档备份，存于）（日語）
- 木島隆一的X（前Twitter）（日語）